# Kotila (Bajura)
Kotila (nep. कोटिला) – gaun wikas samiti w zachodniej części Nepalu w strefie Seti w dystrykcie Bajura. Według nepalskiego spisu powszechnego z 2011 roku liczył on 614 gospodarstw domowych i 3224 mieszkańców (1650 kobiet i 1574 mężczyzn).